# Antheus Barry
Pour les articles homonymes, voir Barry.
Antheus Barry né le 6 octobre 2002, est un joueur allemand de hockey sur gazon. Il évolue au poste de défenseur au Rot-Weiss Köln et avec l'équipe nationale allemande.

## Carrière
Il a débuté en équipe première le 12 mai 2021 contre la Grande-Bretagne à Londres lors de la Ligue professionnelle 2020-2021.

## Palmarès
- : 1er à l'Euro U21 en 2019
- : 2e à la Coupe du monde U21 en 2021
- : 2e à l'Euro U21 en 2022
- : 3e à la Ligue professionnelle 2020-2021